# Koča Popović

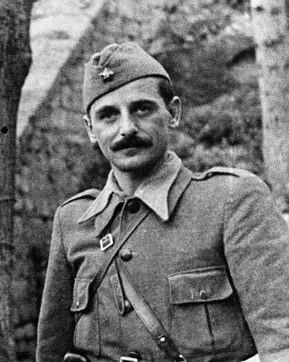
Koča Popović, Drvar 1943

Koča Popović (serbisch-kyrillisch Коча Поповић; * 14. März 1908 in Belgrad; † 20. Oktober 1992) war ein jugoslawischer Politiker. 

## Leben
Er besuchte ein Gymnasium in Belgrad und studierte an der Sorbonne Philosophie. 1933 wurde er Mitglied der Kommunistischen Partei Jugoslawiens. In den Jahren 1937 bis 1939 kämpfte er als Freiwilliger auf republikanischer Seite im Spanischen Bürgerkrieg. Während des Zweiten Weltkrieges schloss er sich 1941 der Jugoslawischen Volksbefreiungsarmee an.
In den Jahren 1946 bis 1953 war er Chef des Generalstabs der Jugoslawischen Volksarmee und von 1953 bis 1965 Außenminister der Sozialistischen Föderativen Republik Jugoslawien. Danach war er bis 1972 Vizepräsident Jugoslawiens.